# Brom
Brom je kemijski element atomskog (rednog) broja 35 i atomske mase 79,904(1). U periodnom sustavu elemenata predstavlja ga simbol Br.
Ime mu dolazi od grčke riječi "bromos" što znači smrad. Jezikoslovac Bogoslav Šulek skovao je stoga hrvatski naziv za ovaj element: smrdik. Brom su otkrili 1826. A. J. Balard u Monpellieru, Francuska, i C. Lowig u Heidelbergu, Njemačka. Industrijski se vadi iz morske vode.
Brom je u prirodi tamnocrvene boje i uz živu je jedini element koji je pri sobnoj temperaturi u tekućem stanju. Dok je živa po svojstvima metal, brom je nemetal. Brom proizvodi otrovne pare koje imaju prodoran miris.
U prirodi ne javlja u elementarnom stanju već u obliku spojeva od kojih su najčešći bromidi. Spojevi broma nalaze se obično tamo gdje se nalaze i spojevi klora, samo bromovih spojeva ima mnogo manje. Ponekad dolazi do raspadanja bromida djelovanjem topline i sunčeve svjetlosti.
Brom ne gori u zraku, ali je oksidans i može lako izazvati požar u doticaju s nekim metalima.

## Kemijska klasifikacija
- halogeni element

Brom je vrlo sličan kloru, ali je manje reaktivan. Već pri sobnoj temperaturi spaja se s mnogim organskim i anorganskim tvarima. Gori s vodikom dajući bromovodik, plin koji se lako otapa u vodi i daje jaku, bromovodičnu kiselinu. Tekući brom eksplozivno reagira s alkalijskim metalima.

## Fizički oblik
- Pri sobnoj temperaturi gusta tamnocrveno smeđa tekućina, vrije u pare pri 58,8 °C. Prilikom hlađenja zgusne se na -7,3 °C u metalno sjajne, tamnocrvene kristale.

## Spojevi s bromom
S metalima daje bromide. Najvažniji među njima su kalijev bromid (KBr), bijeli kristali koji služe u fotografiji za dobivanje srebrovog bromida. Srebrov bromid, AgBr, žućkasta tvar koja svojim raspadanjem na svjetlu omogućuje proces nastanka fotografije. Kalijev bromat, KBrO3, je kalijska sol bromne kiseline HBrO3; dobiva se iz kalijevog bromida oksidacijom.
Spojevi broma se koriste u medicini kao sredstva za smanjenje refleksne podražljivosti živaca (sedativi i antiepileptici). Nakon dulje uporabe mogu uzrokovati kronično otrovanje (bromizam) s kožnim prištićima (bromakne), mršavljenjem, drhtavicom i slabljenjem pamćenja.
Bromovodik (bromovodična kiselina) - HBr, slična je klorovodičnoj. To je jaka kiselina vrlo korozivnih para.

## Opasnosti
- nadražljivac - oči, grlo, nos
- udisanje - teško disanje, gubitak svijesti, trajne posljedice u obliku oštećenja pluća
- tekući brom - opekline na koži

## Oznake
- T+, N, C, K

## Primjena
- u organskoj kemijskoj i farmaceutskoj industriji
- izbjeljivanje u tekstilnoj industriji
- fotografska i vojna industrija
- Upotrebljava se za stvaranje etilenbromida koji se dodaje antidetonatorskoj smjesi za pogonsko gorivo
- Kao insekticidno sredstvo
- Za izradu vatrostalnih materijala
- Za umjetne materijale
- U industriji boja
- Kao sredstvo za gašenje požara
- spojevi kao sedativ

U nizu država postoji urbani mit o tajnom trovanju ročnika spojevima broma.

## Zaštita
- gumeni proizvodi + zaštita dišnih organa
- voda + sapun + soda bikarbona

## Ostalo
- reagira s vodom i stvara kiselinu
- jako je oksidirajuće sredstvo i reagira s reducirajućim tvarima